# Marie Trintignantová
Marie Trintignantová (21. ledna 1962 Boulogne-Billancourt – 1. srpna 2003 Neuilly-sur-Seine) byla francouzská herečka.

## Mládí
Marie Trintignantová se narodila v Boulogne-Billancourt jako dcera herce Jean-Louise Trintignanta a jeho druhé manželky, francouzské filmové režisérky, producentky a scenáristky Nadine Marquandy. Poprvé se objevila na obrazovce ve věku čtyř let v matčině filmu My love, My love. Když bylo Marii osm let, zemřela její mladší sestra Pauline. Marie se po tomto zážitku stáhla do sebe a prakticky přestala mluvit. V roce 1976, když jí bylo čtrnáct, se její rodiče rozvedli. V průběhu raného života ji postihla těžká plachost, ale na střední škole se odhodlala a rozhodla se stát herečkou. Mimo jiné měla velkou náklonnost ke zvířatům a jako mladá zvažovala i kariéru veterinářky.

## Smrt

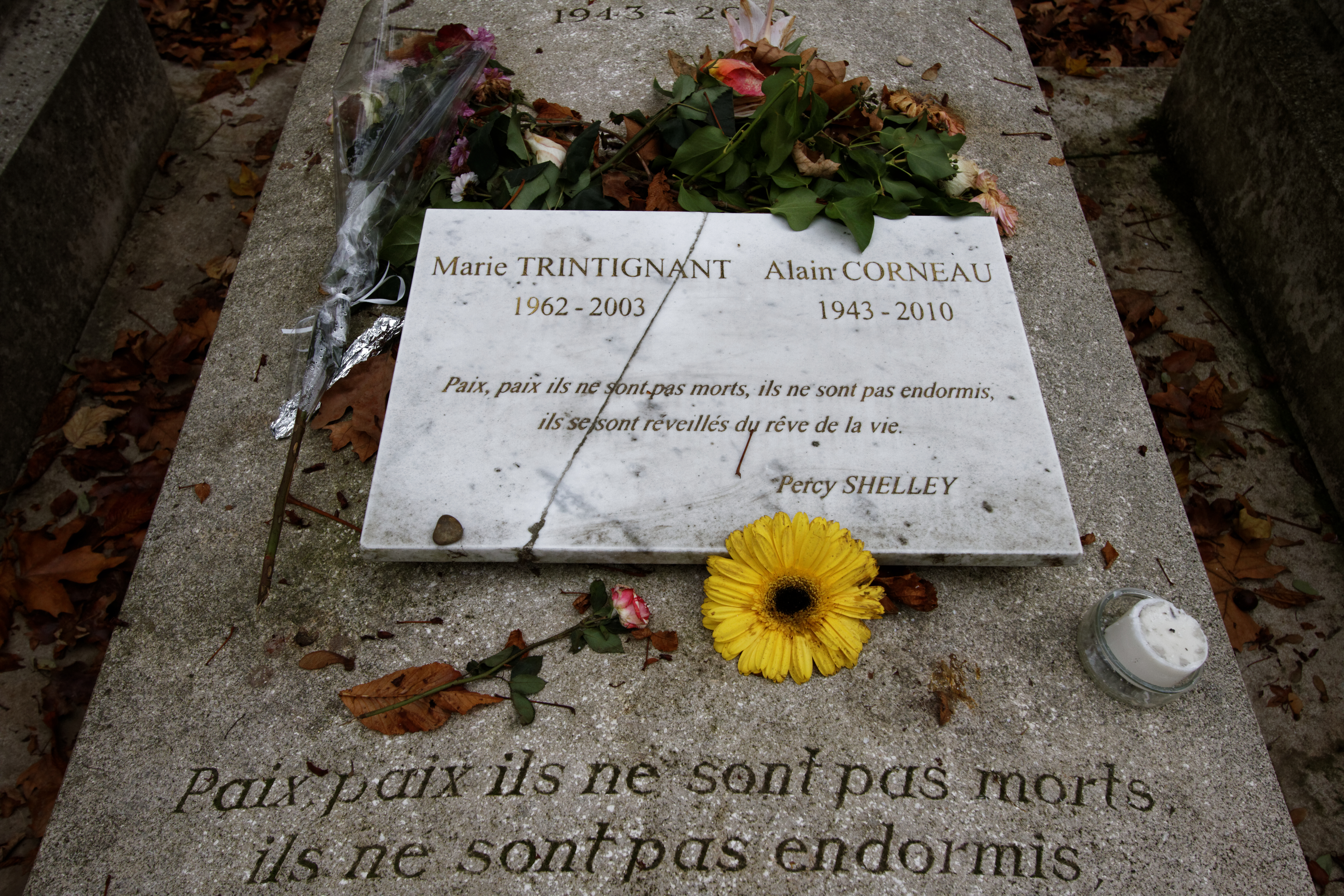
Hrob Marie Trintignantové na hřbitově Père-Lachaise

Marie Trintignantová byla vážně zraněna při hádce se svým tehdejším přítelem Bertrandem Cantatem, zpěvákem francouzské rockové skupiny Noir Désir, 26. července 2003 ve Vilniusu v Litvě. Cantat opakovaně udeřil Marii do hlavy, což vedlo o šest dní později na klinice v Neuilly-sur-Seine ve Francii k její smrti způsobené mozkovým edémem. Bylo jí 41 let. Cantat byl usvědčen z vraždy („vražda s nepřímým úmyslem“) a byl odsouzen k 8 letům ve vězení, po 4 letech byl propuštěn.
Je pohřbena na pařížském hřbitově Père-Lachaise. V roce 2010 byl po jejím boku pohřben její adoptivní otec Alain Corneau.

## Nominace
Ačkoli nikdy neobdržela nejprestižnější francouzskou hereckou cenu, Césara, byla na ní pětkrát nominována za své role v:
- Comme elle respire – 1999 (nejlepší herečka)
- Le Cousin – 1998 (nejlepší vedlejší herečka)
- Le cri de la soie – 1997 (nejlepší herečka)
- Les Marmottes – 1994 (nejlepší vedlejší herečka)
- Une affaire de femmes – 1989 (nejlepší vedlejší herečka)

## Částečná filmografie
- Mon Amour, Mon Amour (1967)
- It Only Happens to Others (1971)
- Défense de savoir (1973) – La petite fille Marie
- Le voyage de noces (1976) – La jeune fille au marriage
- Série noire (1979) – Mona
- La terrazza (1980) – Isabella
- Premier voyage (1980) – Marie Lambert
- Un matin rouge (1982) – Marie
- Les îles (1983) – Nathalie
- Next Summer (1985) – Sidonie
- Noyade interdite (1987) – Isabelle
- La maison de Jeanne (1988) – Martine
- Story of Women (1988) – Lulu / Lucie
- Wings of Fame (1990) – Bianca
- Nuit d'été en ville [fr] (1990) – Emilie / Woman
- Alberto Express (1990) – Clara
- Les Amants du Pont-Neuf (1991) – hlas
- Contre l'oubli (1991) – ona sama (část „Pour José Ramón Garciá Gómez, Mexique“)
- Betty (1992) – Betty Etamble
- L'instinct de l'ange (1993) – La jeune veuve
- Cible émouvante [fr] (1993) – Renée Dandrieux
- Les marmottes (1993) – Lucie
- Hoffman's honger (1993) – Irena Nova
- Fugueuses (1995) – Marina
- Les apprentis (1995) – Lorette
- Des nouvelles du bon Dieu (1996) – Evangile
- Le cri de la soie (1996) – Marie Benjamin
- Ponette (1996) – La mère
- Portraits chinois (1996) – Nina
- Les démons de Jésus (1997) – Levrette
- Le cousin (1997) – Juge Lambert
- White Lies (1998) – Jeanne
- Deep in the Woods (2000) – La mère
- Harrison's Flowers (2000) – Cathy
- Le prince du Pacifique (2000) – Moeata
- Una lunga lunga lunga notte d'amore (2001) – Irene
- Petites Misères (2002) – Nicole
- Total Kheops (2002) – Lole
- Corto Maltese, la cour secrète des arcanes (2002) – La Duchesse Marina Seminova (voice)
- Corto Maltese – Sous le signe du capricorne (2002) – Bouche Dorée
- Les Marins perdus (2003) – Mariette
- Janis et John (2003) – Brigitte Sterni
- Ce qu'ils imaginent (2004) – Juliette
- Colette, une femme libre (2004, TV minisérie, také scénář) – Colette (final appearance)

## Osobní život
Trintignant byla matka čtyř synů:
- Romana, jehož otcem je bubeník Richard Kolinka
- Paula jehož otcem je herec François Cluzet
- Léona, jehož otcem je Mathias Othnin-Girard
- Julese, jehož otcem je režisér Samuel Benchetrit